# Jump Force
Jump Force ist ein Kampfspiel, das vom japanischen Unternehmen Spike Chunsoft entwickelt wurde und im Februar 2019 bei Publisher Bandai Namco Entertainment für Windows, PlayStation 4 und Xbox One erschien. Im August 2020 folgte eine Version für Nintendo Switch. Es handelt sich um ein Crossover-Produkt mit Charakteren aus verschiedener Manga-Reihen.

## Spielprinzip
In dem 1-gegen-1-Kampfspiel tritt der Spieler mit einem Team von drei Charakteren aus verschiedenen Manga-Serien an. Der Spieler steuert jeweils einen Charakter, während die anderen als Unterstützung dienen, zwischen denen der Spieler während des Kampfes wechseln kann (Tag-Team). Das Spiel endet, wenn ein Team die Gesundheitsleiste des anderen Teams aufgebraucht hat.

Zur Auswahl stehen folgende Spielfiguren:
Boruto: Naruto Next Generations
- Boruto Uzumaki[2]

Dragon Ball
- Son Goku[3]
- Vegeta[4]
- Trunks
- Piccolo
- Frieza[5]
- Cell

My Hero Academia
- Izuku Midoriya

Naruto
- Naruto Uzumaki[6]
- Sasuke Uchiha
- Kakashi Hatake[7]
- Gaara
- Kaguya Ōtsutsuki

One Piece
- Monkey D. Luffy
- Roronoa Zoro[8]
- Sanji
- Sabo
- Boa Hancock[9]
- Blackbeard

Yu-Gi-Oh!
- Yugi Muto/Yami Yugi[10]

Darüber hinaus können die Spieler ihren eigenen spielbaren Charakter erstellen und ihn mit Fähigkeiten, Outfits und Accessoires ausstatten, die sie im Laufe des Spiels verdienen.

## Rezeption
Das Spiel erhielt laut dem Bewertungsportal Metacritic „gemischte oder durchschnittliche Bewertungen“
Softpedia findet: „Die Kämpfe sind schön und auffällig genug, um jeden Kampfspiel- oder JRPG-Fan zufrieden zu stellen. Auch wenn die Grafik etwas steif wirkt, spielt das in den rasanten Kämpfen keine Rolle, in denen du wahrscheinlich mehr auf das Verhältnis zwischen deiner HP-Leiste und der deines Gegners achten wirst.“
GameCrate fasst zusammen: „Jump Force zeichnet sich durch Fanservice aus, indem es zeigt, wie Kämpfe zwischen all diesen Charakteren aussehen würden. Als tatsächliches Kampfspiel taugt es jedoch nicht. Unausgewogene Mechanik und eine schlecht gestaltete Benutzeroberfläche machen Jump Force zu einer lästigen Angelegenheit, trotz der aufregenden visuellen Aufmachung.“
GamePro sagt: „Über 40 Charaktere aus der Shonen Jump-Firmengeschichte treffen in einer effektvoll inszenierten Crossover-Klopperei aufeinander. Bei so viel Bombast verliert das Spiel aber Feinheiten beim Gameplay aus den Augen.“
2022 wurden die Onlinefunktionen eingestellt.
Bei den Game Awards 2019 war es für das beste Fighting Game nominiert.